# A belső tenger
A belső tenger (eredeti cím: Mar Adentro, magyarra fordítva: ’A nyílt tengeren’) Alejandro Amenábar 2004-ben bemutatott spanyol-olasz filmdráma Alejandro Amenábar rendezésében. A film a galiciai tengerész, Ramón Sampedro (1943–1998) életét dolgozza fel, aki 1969-ben, 25 évesen fürdőzés közben súlyos balesetet szenvedett. 

## Cselekmény
Sampedro fürdőzés közben egy szikláról fejest ugrott a tengerbe, de szerencsétlen módon pont akkor, amikor a hullámok visszahúzódnak, és a sekély vízben nyakát törte, melynek következtében nyaktól lefelé teljesen lebénul. Mivel ettől fogva nem látja értelmét az életének és értéktelennek tartja azt, egyetlen igazi vágya, hogy "méltósággal" mehessen el – azaz meg szeretne halni. A környezetében azonban a halálvágyát értetlenséggel és elutasítással fogadják. Az őt ápoló sógornője, Manuela ingadozni látszik, míg bátyja kezdettől fogva kategorikusan elzárkózik attól, hogy a halálba segítse. Ramón apjával nem beszél erről a kívánságáról, míg unokaöccse, Javier szerint nem olyan rossz a helyzete, hogy ne lehetne elviselni. A spanyol állami hatóságok és az egyház is megtagadják Ramóntól az aktív eutanázia törvényes lehetőségét. Csak az ügyvédnő, Júlia – aki maga is egy súlyos öröklődő betegségben, az úgynevezett CADASIL-szindrómában szenved – hajlandó segíteni rajta, illetve Ramón belép a "Méltóságos halál" nevű egyesületbe is. 
Noha Ramón úgy gondolja, hogy nincs abban a helyzetben, hogy bárkibe is szerelmes lehetne, mégis lassanként mély érzéseket kezd táplálni az egyébként házas Julia iránt. Közben megjelenik egy újabb szereplő is Ramón életében, a gyári munkásnő Rosa, aki szintén segíteni szeretne neki. Rosa fiatal, gyermekeit egyedül nevelő anya, aki – saját meglévő problémái ellenére – életörömet áraszt magából és úgy véli, hogy az összes végtagjára lebénult (tetraplég) Ramónnak mindössze ez hiányzik. Amikor első találkozásuk során megpróbálja meggyőzni Ramónt arról, hogy az életet minden nehézségével együtt is érdemes élni, egyértelműen kudarcot vall és a beszélgetésük hangos veszekedésbe torkollik. Ennek ellenére Rosa nem enged és idővel egyre szorosabb barátságba kerül Ramónnal. Megtanulja megérteni őt, és fokozatosan szerelmes lesz belé. Ennek ellenére sokként éri, amikor Ramón arra kéri, hogy aktívan segítse a halálba, és nemet mond a kérésére. 
Julia közben újabb rohamot kap és ő is arra az elhatározásra jut, hogy inkább véget vet az életének, minthogy kitegye magát az elkerülhetetlen sorsának. Miután elolvasta Ramón szájjal írt verseit, elhatározza, hogy megjelenteti őket. Egyben megígéri, hogy a könyv megjelenésének napján Ramónnal és magával is végez, ami a férfit újra reménnyel tölti el. Megcsókolják egymást és ettől kezdve osztoznak a közös halálvágyukban. 
Ramón könyve megjelenik, de Julia nem tartja magát a megegyezésükhöz. A postával csupán a könyvének első példánya érkezik meg. Julia soha többé nem tér vissza. 
A bírósági perben, amelyet La Coruñában tartanak és amelynek tétje az, hogy az aktív eutanáziát legalizálják-e, Ramón veszít. Noha a legszívesebben a saját szobájában tartózkodó bénult Ramón csak ezért utazik oda, még csak meg sem hallgatják. Az aktív eutanázia továbbra is tabu marad. 
Mivel a hatóságokkal szembeni harcba belefáradt, most már csak egyetlen megoldás marad: az aktív eutanázia titokban és oly módon történő végrehajtása, hogy azért senkit ne lehessen felelősségre vonni. Végül mégiscsak Rosa az, aki hajlandó Ramón vágyait beteljesíteni és – Ramón számos barátjának jelenlétében – halálos adag ciánnal megöli. Az öngyilkosságát kamerával felveszi és ellenfeleinek bejelenti, hogy nem volt semmilyen más lehetőség számára, mint hogy ezt az utat válassza, és hogy senkit sem lehet az aktív eutanázia miatt felelősségre vonni, mivel a barátai által végzett különböző részcselekmények önmagukban törvényesek voltak. 
Ramón megissza a mérget, majd hamarosan meghal. A film zárójelenetében Genét, Ramón régi barátnőjét, egyben a "Méltóságos halál" egyesület vezetőjét látjuk, aki az időközben kerekesszékbe került Juliát látogatja meg. Átnyújtja neki Ramón búcsúlevelét, de az ügyvédnőn már megjelentek a demencia kezdődő jelei és nem emlékszik rá, hogy ki is volt Ramón.
A két nő a tengert nézi, és a nézők Ramón hangját hallják, amint az egyik versét olvassa: 
| Tengermélybe, tengermélybe, súlytalan, szép lebegésbe, hol az álmok teljesülnek, hogy a vágy beteljék végre. Tekintetünk visszhangozza szavak nélkül: Be a mélybe, tovább, a mindenen túlig, csontok közt, útján a vérnek. Ámde felébredek mindig, s holt akarok lenni végre. Örökre fonja be ajkam hajad sűrű szövedéke. (Fordította: Dobos Éva) | Mar adentro, mar adentro, y en la ingravidez del fondo donde se cumplen los sueños, se juntan dos voluntades para cumplir un deseo. Tu mirada y mi mirada como un eco repitiendo, sin palabras: más adentro, más adentro, hasta el más allá del todo por la sangre y por los huesos. Pero me despierto siempre y siempre quiero estar muerto para seguir con mi boca enredada en tus cabellos. |

## Szereplők
A Sampedro-család
- Javier Bardem: Ramón Sampedro
- Celso Bugallo: José Sampedro, a bátyja
- Mabel Rivera: Manuela, José felesége, Ramón ápolója
- Tamar Novas: Javier Sampedro, Ramón unokaöccse
- Joan Dalmau: Joaquín Sampedro, Ramón és José apja

Ramon barátai
- Belén Rueda: Julia
- Alberto Jiménez: Germán, Júlia férje
- Lola Dueñas: Rosa
- Nicolás Fernández Luna: Cristian, Rosa idősebb fia
- Raúl Lavisier: Samuel, fiatalabb fia
- Clara Segura: Gené
- Francesc Garrido: Marc, a férje

További szereplők
- José María Pou: Francisco atya, szintén lebénult
- Alberto Amarilla: Andrés testvér
- Andrea Occhipinti: Santiago
- Federico Pérez Rey: Sofőr
- Xosé Manuel Olveira 'Pico': 1. bíró
- César Cambeiro: 2. bíró
- Xosé Manuel Esperante: 1. újságíró
- Yolanda Muiños: 2. újságíró
- Adolfo Obregón: Igazgató
- José Luis Rodríguez: TV-műsorvezető
- Julio Jordán: könyvkötő
- Juan Manuel Vidal: Ramón barátja
- Marta Larralde: Lány a tengerparton

## Háttér
Sampedro Ramón története óriási médiavisszhangot keltett Spanyolországban és nagy vitákat gerjesztett a nyilvánosság előtt az eutanázia legalizálásáról. Sampedro 1993-ban elveszített egy pert, amelyben az eutanázia mellett állt ki. 1998. január 12-én egy gyári munkásnő segítségével, akit valójában Ramona Maneirónak hívtak, megölte magát. Ennek során segítője Sampedro utasításait követve ciánkálit oldott fel egy pohár vízben. Ramón Sampedro több mint 20 percen át haldoklott, amit videóra vettek, de Ramona Maneiro nem bírta nézni, ezért a fürdőszobába menekült. Néhány nappal később Maneirót őrizetbe vették, de bizonyítékok hiányában elengedték. Maneiro csak a cselekmény elévülése után, 2005. január 12-én ismerte be tettét. Sampedro halálának pontos körülményei mindaddig tisztázatlanok voltak.
A betegágyán számos verset írt, részben a szájával, részben másoknak diktálta őket. Halála előtt nem sokkal ezek meg is jelentek Cartas desde el Infierno („Levelek a pokolból“) címen.

## Fontosabb díjak és jelölések
Oscar-díj (2005)
- díj: legjobb idegen nyelvű film
- jelölés: legjobb smink

Golden Globe-díj (2004)
- díj: legjobb idegen nyelvű film
- jelölés: legjobb férfi főszereplő – Javier Bardem

Európai Filmdíj (2004)
- díj: legjobb rendező (Alejandro Amenábar)
- díj: legjobb férfi főszereplő (Javier Bardem)
- jelölés: legjobb film
- jelölés: legjobb forgatókönyv
- jelölés: legjobb operatőr

Goya (2004)
- díj: legjobb film
- díj: legjobb rendezés
- díj: legjobb férfi főszereplő
- díj: legjobb férfi mellékszereplő
- díj: legjobb női főszereplő
- díj: legjobb női mellékszereplő
- díj: legjobb új színész
- díj: legjobb új színésznő
- díj: legjobb eredetei forgatókönyv
- díj: legjobb operatőr
- díj: legjobb smink
- díj: legjobb filmzene
- díj: legjobb hang
- díj: legjobb produkció
- jelölés: legjobb látványtervezés[2]

Critics Choice Award (2004)
- díj: legjobb idegen nyelvű film

Independent Spirits Award (2004)
- díj: legjobb idegen nyelvű film

61. Velencei Nemzetközi Filmfesztivál (2004)
- A zsűri különdíja
- Volpi Kupa a legjobb férfi főszereplőnek (Javier Bardem)

## Fordítás
- Ez a szócikk részben vagy egészben  a    Das Meer in mir című német Wikipédia-szócikk ezen változatának fordításán alapul.  Az eredeti cikk szerkesztőit annak laptörténete sorolja fel. Ez a jelzés csupán a megfogalmazás eredetét és a szerzői jogokat jelzi, nem szolgál a cikkben szereplő információk forrásmegjelöléseként.
- Ez a szócikk részben vagy egészben  a    The Sea Inside című angol Wikipédia-szócikk ezen változatának fordításán alapul.  Az eredeti cikk szerkesztőit annak laptörténete sorolja fel. Ez a jelzés csupán a megfogalmazás eredetét és a szerzői jogokat jelzi, nem szolgál a cikkben szereplő információk forrásmegjelöléseként.